# Arrondissement Laval
Arrondissement Laval (fr. Arrondissement de Laval) je správní územní jednotka ležící v departementu Mayenne a regionu Pays de la Loire ve Francii. Člení se dále na 13 kantonů a 88 obcí.

## Kantony
- Argentré
- Chailland
- Évron
- Laval-Est
- Laval-Nord-Est
- Laval-Nord-Ouest
- Laval-Saint-Nicolas
- Laval-Sud-Ouest
- Loiron
- Meslay-du-Maine
- Montsûrs
- Saint-Berthevin
- Sainte-Suzanne